# Mancomunitat el Comtat
La Mancomunitat el Comtat és una mancomunitat de municipis de la comarca del mateix nom (el Comtat). Aglomera 12 municipis i 13.481 habitants, en una extensió de 176,74 km². Les seues competències són únicament en matèria se serveis socials.
Els pobles que formen la mancomunitat són:
- Alcoleja
- Balones
- Benasau
- Benilloba
- Benimassot
- Cocentaina
- Quatretondeta
- Fageca
- Famorca
- Gorga
- Millena
- Tollos